# Província de Goiás
A Província de Goyaz foi uma província do Reino Unido de Portugal, Brasil e Algarves, e posteriormente do Império do Brasil, tendo sido criada em 28 de fevereiro de 1821 a partir da Capitania de Goyaz. Atualmente a província corresponde ao Distrito Federal e aos estados de Goiás e do Tocantins, além de parte dos estados de Minas Gerais (Triângulo Mineiro) e de Mato Grosso do Sul.

## História

### Goiás na Guerra do Paraguai

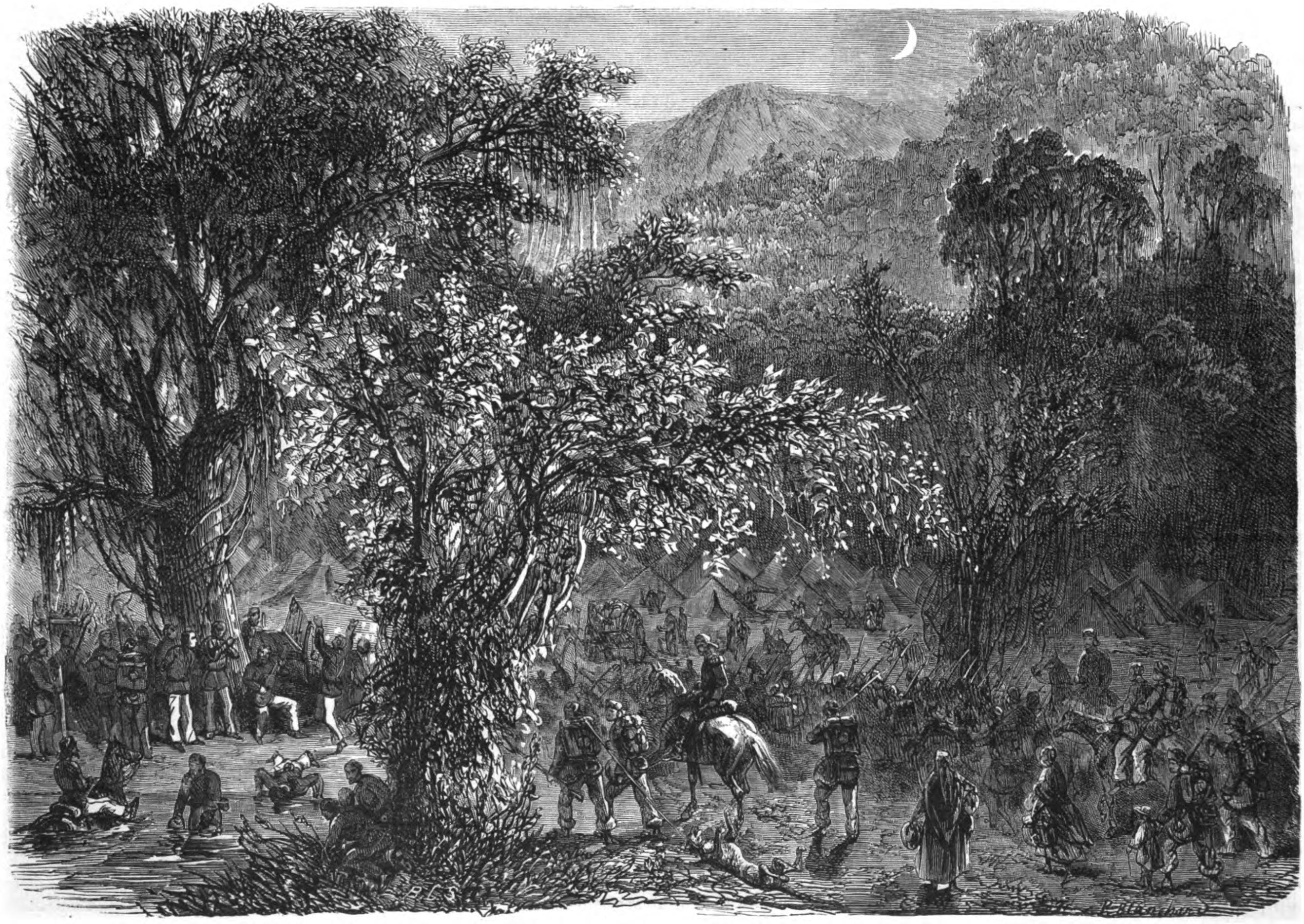
Expedição brasileira para Mato Grosso: Acampamento da divisão expedicionária nas matas virgens de Goiás, na altura do Rio dos Bois.

Goiás teve grande papel durante a Guerra do Paraguai. A província foi bastante importante no auxílio e participação, enviando contingente humano e víveres. Inicialmente, Goiás, enviou um batalhão de caçadores, uma companhia de voluntários e um esquadrão de cavalaria para auxílio. Saíram da província em 24 de agosto de 1865, para Coxim. O esquadrão de cavalaria partiu no dia 18 de julho, sob comando de Joaquim Mendes Guimarães. No ano seguinte, partia da cidade de Goiás o Batalhão dos Voluntários da Pátria, sob o comando do coronel José Joaquim de Carvalho, seguindo para Miranda e Apa. Muito sofreram no pantanal com doenças, fome e privações.

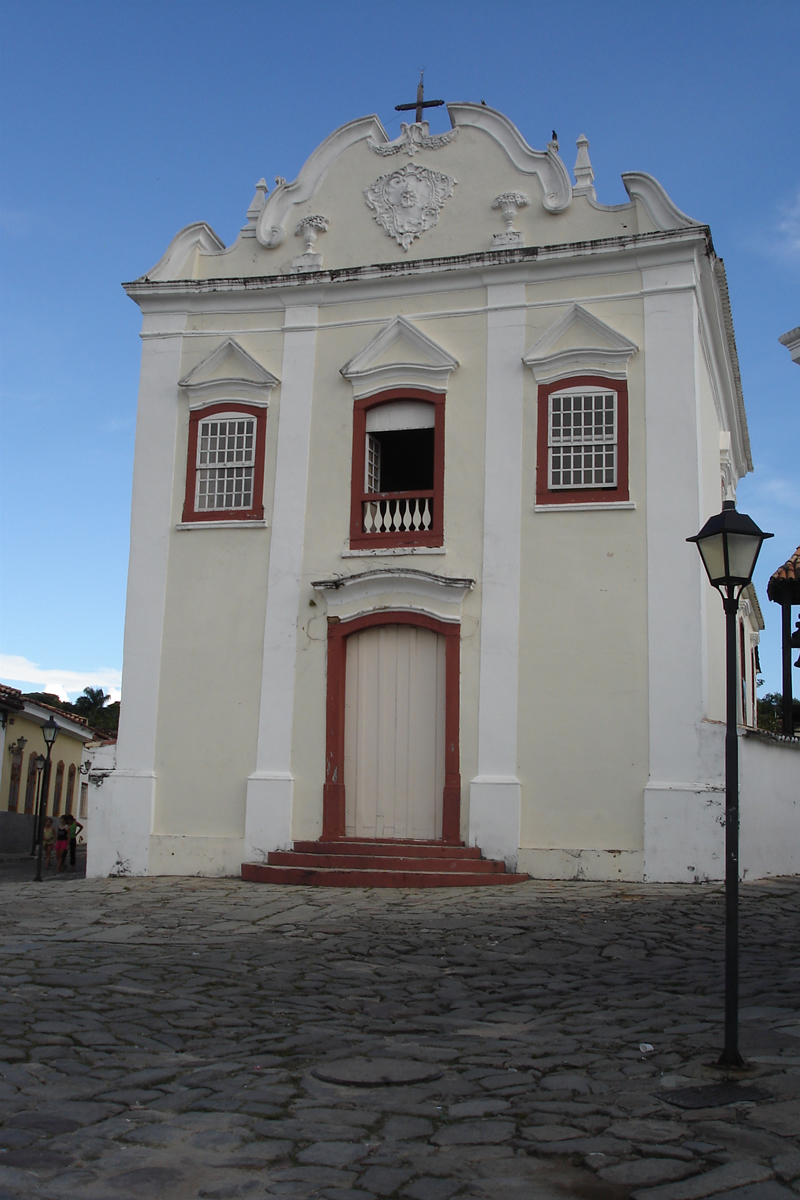
A Igreja de Nossa Senhora da Boa Morte foi onde os goianos celebraram o fim da Guerra do Paraguai.

As tropas Goianas chegaram no Paraguai em 1867, sob o comando do coronel Carlos Camisão. A tiros de artilharia, os goianos expulsaram o inimigo da região de Nioac. O Batalhão do 20, goiano, foi o primeiro a pisar no solo paraguaio e ali hasteou o pavilhão nacional. Daí em diante tomou o Forte de Bela Vista. A tropa, porém, já estava reduzida a 1700 praças; muitos mortos em combate outros pela epidemia de varíola e deserções.
Comandada pelo capitão dos Voluntários da Pátria, Vicente Miguel da Silva, de Bonfim de Goiás, o batalhão goiano participou da Retirada da Laguna. A tropa sofreu grandes baixas com o ataque inimigo a seguir, fazendo-os recuar ao território brasileiro, premidos pela fome e cólera.
A província foi muito participativa no envio de víveres ao campo de batalha, auxiliando a Guarda Nacional na guerra contra a fome. Os principais víveres enviados por Goiás foram farinha, arroz, feijão, toucinho, carne seca e outros (como rapadura e sacos de algodão).

### Recrutamento
Muitos escravos e civis, de diversas cidades, vilas e arrais de Goiás, foram recrutados para o Batalhão dos Voluntários da Pátria.
Muitos goianos, escravos, negros, mulatos, eram enviados para o confronto sem a mínima condição de preparo bélico.
| Dados de alguns recrutamentos em Goiás para a Guerra do Paraguai | Dados de alguns recrutamentos em Goiás para a Guerra do Paraguai | Dados de alguns recrutamentos em Goiás para a Guerra do Paraguai |
| Cidade/Vila/Arraial                                              | Quantidade                                                       |                                                                  |
| ---------------------------------------------------------------- | ---------------------------------------------------------------- | ---------------------------------------------------------------- |
| Santa Cruz de Goiás                                              | 29                                                               |                                                                  |
| Morrinhos                                                        | 28                                                               |                                                                  |
| Curralinho                                                       | 20                                                               |                                                                  |
| Santa Luzia                                                      | 28                                                               |                                                                  |
| Vila Boa de Goiás (capital)                                      | 20                                                               |                                                                  |
| Dores do Rio Verde                                               | 20                                                               |                                                                  |
| Jaraguá                                                          | 22                                                               |                                                                  |
| Formosa                                                          | 24                                                               |                                                                  |
| Meia Ponte                                                       | 28                                                               |                                                                  |
| Vai-Vem                                                          | 20                                                               |                                                                  |
| Corumbá de Goiás                                                 | 24                                                               |                                                                  |
| Bonfim                                                           | 28                                                               |                                                                  |

## Demografia

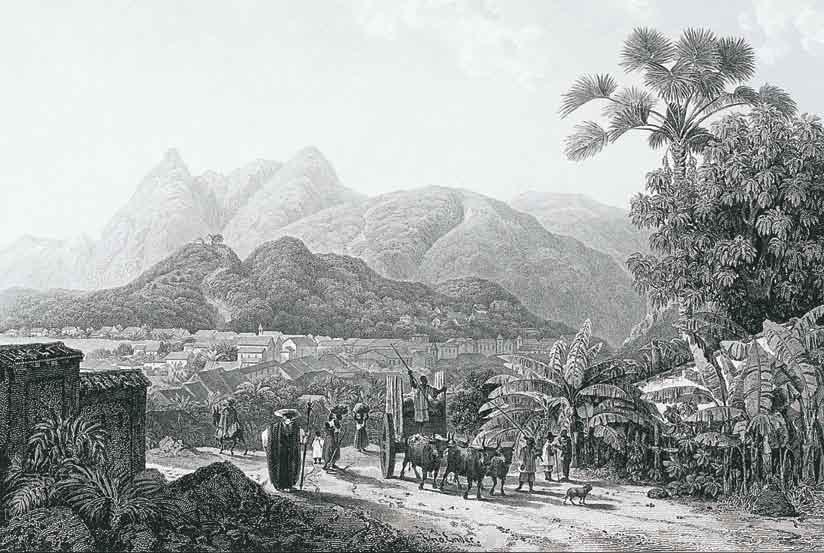
Município de Goiás em 1830.

| População livre na Província de Goiás em 1872 | População livre na Província de Goiás em 1872 | População livre na Província de Goiás em 1872 |
| Cor/Raça                                      | Quantidade                                    | Porcentagem                                   |
| --------------------------------------------- | --------------------------------------------- | --------------------------------------------- |
| Brancos                                       | 41.929                                        | 28,0%                                         |
| Caboclos                                      | 4.250                                         | 2,9%                                          |
| Negros e Pardos                               | 103.564                                       | 69,1%                                         |
| Total                                         | 149.743                                       | 100%                                          |

| População de Goiás em 1856 e 1872 | População de Goiás em 1856 e 1872 | População de Goiás em 1856 e 1872 | População de Goiás em 1856 e 1872 | População de Goiás em 1856 e 1872 | População de Goiás em 1856 e 1872 | População de Goiás em 1856 e 1872 |
| Categoria                         | Ano                               | Quantidade                        | Porcentagem                       | Ano                               | Quantidade                        | Porcentagem                       |
| --------------------------------- | --------------------------------- | --------------------------------- | --------------------------------- | --------------------------------- | --------------------------------- | --------------------------------- |
| Escravo                           | 1856                              | 12.334                            | 10,1%                             | 1872                              | 10.652                            | 6,6%                              |
| Livre                             | 1856                              | 109.658                           | 89,9%                             | 1872                              | 149.743                           | 93,4%                             |
| Total                             | 1856                              | 121.992                           | 100,00%                           | 1872                              | 160.395                           | 100,00%                           |

| Estatística do número de escravos em Goiás – 1823, 1864, 1872, 1874, 1884 e 1887 | Estatística do número de escravos em Goiás – 1823, 1864, 1872, 1874, 1884 e 1887 | Estatística do número de escravos em Goiás – 1823, 1864, 1872, 1874, 1884 e 1887 | Estatística do número de escravos em Goiás – 1823, 1864, 1872, 1874, 1884 e 1887 | Estatística do número de escravos em Goiás – 1823, 1864, 1872, 1874, 1884 e 1887 | Estatística do número de escravos em Goiás – 1823, 1864, 1872, 1874, 1884 e 1887 | Estatística do número de escravos em Goiás – 1823, 1864, 1872, 1874, 1884 e 1887 |
| 1823                                                                             | 1864                                                                             | 1872                                                                             | 1874                                                                             | 1884                                                                             | 1887                                                                             |                                                                                  |
| -------------------------------------------------------------------------------- | -------------------------------------------------------------------------------- | -------------------------------------------------------------------------------- | -------------------------------------------------------------------------------- | -------------------------------------------------------------------------------- | -------------------------------------------------------------------------------- | -------------------------------------------------------------------------------- |
| 24.000                                                                           | 15 000                                                                           | 10.652                                                                           | 8 800                                                                            | 7 710                                                                            | 4 955                                                                            |                                                                                  |

| Número de estrangeiros livres em Goiás no ano de 1872 | Número de estrangeiros livres em Goiás no ano de 1872 |
| Categoria                                             | Número                                                |
| ----------------------------------------------------- | ----------------------------------------------------- |
| Mulheres                                              | 77                                                    |
| Homens                                                | 150                                                   |
| Total                                                 | 227                                                   |

| Estimativa da população de Goiás em 1860 | Estimativa da população de Goiás em 1860 | Estimativa da população de Goiás em 1860 | Estimativa da população de Goiás em 1860 | Estimativa da população de Goiás em 1860 | Estimativa da população de Goiás em 1860 |
| Província                                | Capital                                  | População                                | Escravos                                 | Exército polícia                         | Guarda Nacional                          |
| ---------------------------------------- | ---------------------------------------- | ---------------------------------------- | ---------------------------------------- | ---------------------------------------- | ---------------------------------------- |
| Goiás                                    | Vila Boa                                 | 200.000                                  | 15.000                                   | 300                                      | 13.000                                   |

## Governadores
| Nº | Nome | Imagem | Início do mandato       | Fim do mandato          |
| 1  | Álvaro José Xavier José Rodrigues Jardim Raimundo Nonato Jacinto João José do Couto Guimarães Joaquim Alves de Oliveira Luís Gonzaga de Camargo Fleury Inácio Soares de Bulhões |        | 8 de abril de 1822      | 14 de setembro de 1824  |
| 2  | Caetano Maria Lopes Gama, visconde de Maranguape |        | 14 de setembro de 1824  | 24 de outubro de 1827   |
| 3  | Miguel Lino de Morais |        | 24 de outubro de 1827   | 14 de agosto de 1831    |
| 4  | Luís Bartolomeu Marques |        | 14 de agosto de 1831    | 31 de dezembro de 1831  |
| 5  | José Rodrigues Jardim |        | 31 de dezembro de 1831  | 20 de março de 1837     |
| 6  | Luís Gonzaga de Camargo Fleury |        | 20 de março de 1837     | 4 de setembro de 1839   |
| 7  | José de Assis Mascarenhas |        | 4 de setembro de 1839   | 1º de março de 1841     |
| 8  | José Rodrigues Jardim |        | 1º de março de 1841     | 13 de novembro de 1841  |
| 9  | José de Assis Mascarenhas |        | 13 de novembro de 1841  | 19 de março de 1842     |
| 10 | Francisco Ferreira dos Santos Azevedo |        | 19 de março de 1842     | 10 de junho de 1842     |
| 11 | José de Assis Mascarenhas |        | 10 de junho de 1842     | 9 de novembro de 1842   |
| 12 | Francisco Ferreira dos Santos Azevedo |        | 9 de novembro de 1842   | 17 de outubro de 1843   |
| 13 | José de Assis Mascarenhas |        | 17 de outubro de 1843   | 29 de março de 1844     |
| 14 | Francisco Ferreira dos Santos Azevedo |        | 29 de março de 1844     | 30 de junho de 1844     |
| 15 | José de Assis Mascarenhas |        | 30 de junho de 1844     | 19 de setembro de 1845  |
| 16 | Joaquim Inácio Ramalho |        | 19 de setembro de 1845  | 19 de fevereiro de 1848 |
| 17 | Antônio de Pádua Fleury |        | 19 de fevereiro de 1848 | 11 de junho de 1849     |
| 18 | Eduardo Olímpio Machado |        | 11 de junho de 1849     | 11 de julho de 1850     |
| 19 | Antônio Joaquim da Silva Gomes |        | 11 de julho de 1850     | 20 de dezembro de 1852  |
| 20 | Francisco Mariani |        | 20 de dezembro de 1852  | 25 de abril de 1854     |
| 21 | Antônio Augusto Pereira da Cunha |        | 25 de abril de 1854     | 8 de maio de 1854       |
| 22 | Antônio Cândido da Cruz Machado |        | 8 de maio de 1854       | 28 de setembro de 1855  |
| 23 | Antônio Augusto Pereira da Cunha |        | 28 de setembro de 1855  | 1º de agosto de 1857    |
| 24 | João Bonifácio Gomes de Siqueira |        | 1º de agosto de 1857    | 8 de outubro de 1857    |
| 25 | Francisco Januário da Gama Cerqueira |        | 8 de outubro de 1857    | 1º de maio de 1860      |
| 26 | Antônio Manuel de Aragão e Melo |        | 1º de maio de 1860      | 21 de abril de 1861     |
| 27 | José Martins Pereira de Alencastre |        | 21 de abril de 1861     | 26 de junho de 1862     |
| 28 | Caetano Alves de Sousa Filgueiras |        | 26 de junho de 1862     | 5 de novembro de 1862   |
| 29 | João Bonifácio Gomes de Siqueira |        | 5 de novembro de 1862   | 8 de janeiro de 1863    |
| 30 | José Vieira Couto de Magalhães |        | 8 de janeiro de 1863    | 5 de abril de 1864      |
| 31 | João Bonifácio Gomes de Siqueira |        | 5 de abril de 1864      | 27 de abril de 1865     |
| 32 | Augusto Ferreira França |        | 27 de abril de 1865     | 29 de abril de 1867     |
| 33 | João Bonifácio Gomes de Siqueira |        | 29 de abril de 1867     | 11 de outubro de 1868   |
| 34 | Ernesto Augusto Pereira |        | 11 de outubro de 1868   | 6 de outubro de 1870    |
| 35 | João Bonifácio Gomes de Siqueira |        | 6 de outubro de 1870    | 25 de abril de 1871     |
| 36 | Antero Cícero de Assis |        | 25 de abril de 1871     | 6 de outubro de 1871    |
| 37 | João Bonifácio Gomes de Siqueira |        | 6 de outubro de 1871    | 8 de outubro de 1871    |
| 38 | Antero Cícero de Assis |        | 8 de outubro de 1871    | 25 de junho de 1878     |
| 39 | Teodoro Rodrigues de Morais |        | 25 de junho de 1878     | 22 de agosto de 1878    |
| 40 | Luís Augusto Crespo |        | 22 de agosto de 1878    | 14 de janeiro de 1879   |
| 41 | Teodoro Rodrigues de Morais |        | 14 de janeiro de 1879   | 18 de março de 1879     |
| 42 | Aristides de Sousa Spínola |        | 18 de março de 1879     | 28 de dezembro de 1880  |
| 43 | Teodoro Rodrigues de Morais |        | 28 de dezembro de 1880  | 1º de fevereiro de 1881 |
| 44 | Joaquim de Almeida Leite Morais |        | 1º de fevereiro de 1881 | 9 de dezembro de 1881   |
| 45 | Teodoro Rodrigues de Morais |        | 9 de dezembro de 1881   | 20 de junho de 1882     |
| 46 | Cornélio Pereira de Magalhães |        | 20 de junho de 1882     | 20 de setembro de 1882  |
| 47 | Teodoro Rodrigues de Morais |        | 20 de setembro de 1882  | 22 de fevereiro de 1883 |
| 48 | Antônio Gomes Pereira Júnior |        | 22 de fevereiro de 1883 | 25 de outubro de 1883   |
| 49 | Antônio José Caiado |        | 25 de outubro de 1883   | 6 de fevereiro de 1884  |
| 50 | Camilo Augusto Maria de Brito |        | 6 de fevereiro de 1884  | 3 de setembro de 1884   |
| 51 | Antônio José Caiado |        | 3 de setembro de 1884   | 1º de novembro de 1884  |
| 52 | José Acioli de Brito |        | 1º de novembro de 1884  | 17 de outubro de 1885   |
| 53 | Júlio Barbosa de Vasconcelos |        | 17 de outubro de 1885   | 7 de janeiro de 1886    |
| 54 | Guilherme Francisco Cruz |        | 7 de janeiro de 1886    | 27 de fevereiro de 1886 |
| 55 | Júlio Barbosa de Vasconcelos |        | 27 de fevereiro de 1886 | 14 de agosto de 1886    |
| 56 | Luís Silvério Alves Cruz |        | 14 de agosto de 1886    | 9 de agosto de 1887     |
| 57 | Antônio Pereira de Abreu Júnior |        | 9 de agosto de 1887     | 9 de agosto de 1887     |
| 58 | José Joaquim de Sousa |        | 9 de agosto de 1887     | 11 de agosto de 1887    |
| 59 | Felicíssimo do Espírito Santo |        | 11 de agosto de 1887    | 20 de outubro de 1887   |
| 60 | Fulgêncio Firmino Simões |        | 20 de outubro de 1887   | 3 de janeiro de 1888    |
| 61 | Felicíssimo do Espírito Santo |        | 3 de janeiro de 1888    | 6 de janeiro de 1888    |
| 62 | Fulgêncio Firmino Simões |        | 6 de janeiro de 1888    | 20 de fevereiro de 1888 |
| 63 | Felicíssimo do Espírito Santo |        | 20 de fevereiro de 1888 | 6 de março de 1889      |
| 64 | Elísio Firmo Martins |        | 6 de março de 1889      | 4 de agosto de 1889     |
| 65 | Eduardo Augusto Montandon |        | 4 de agosto de 1889     | 6 de dezembro de 1889   |

## Municípios
Esse são os prováveis municípios da província.
| Município                            |
| Cidade de Goiás ou Vila Boa de Goiás |
| Pirenópolis                          |
| Formosa                              |
| Niquelândia                          |
| Iporá                                |
| Silvânia                             |
| Luziânia                             |
| Rio Verde                            |
| Corumbá de Goiás                     |
| Catalão                              |
| Santa Cruz de Goiás                  |
| Pilar de Goiás                       |
| Itaberaí                             |
| São Domingos                         |
| Posse                                |
| Cavalcante                           |
| Piracanjuba                          |
| Planaltina                           |
| Ipameri                              |
| Orizona                              |
| Caiapônia                            |
| Morrinhos                            |
| São Francisco de Goiás               |
| Sítio d'Abadia                       |